# دایره کولیکورو
دایره کولیکورو (به لاتین: Koulikoro Cercle) یک منطقهٔ مسکونی در مالی است که در استان کولیکورو واقع شده‌است. دایره کولیکورو ۷٬۲۶۰ کیلومتر مربع مساحت و ۲۱۱٬۱۰۳ نفر جمعیت دارد.